# Santa Cruz (Honduras)
Santa Cruz es un municipio del departamento de Lempira en la República de Honduras.

## Toponimia
Su nombre primitivo fue Guaticaitique, después se llamó "Santa Cruz de Guasabosque". Su nombre actual proviene de Santa Cruz del Cristo, figura de la iglesia católica.

## Límites
| Orientación | Límite                           |
| ----------- | -------------------------------- |
| Norte       | Municipio de La Campa, Lempira   |
| Sur         | Municipio de Erandique, Lempira  |
| Sur         | Municipio de San Andrés, Lempira |
| Este        | Departamento de Intibucá         |
| Oeste       | Municipio de San Andrés, Lempira |

Su extensión territorial es de 151.3 km².

## Geografía
Como en la mayoría del departamento, no faltan las montañas grandes y escarpadas para llegar hacia la cabecera. En el camino se encuentran varios bancos de material, de los cuales se extrae para reparar la carretera. También se puede apreciar rocas de diferentes colores y composición. Este municipio es poseedor de bastantes recursos forestales, el bosque de Pino es predominante pero hay notable presencia de bosque de Liquidambar, el cual refleja muy bien el cambio de estaciones y esto a su vez proporciona paisajes espléndidos. Ya en la cabecera si es notable la deforestación. Esto último causa que el clima se haya vuelto caluroso.

## Historia
En 1887, en el censo de población de 1887 era una aldea de Erandique.
En 1926 (26 de octubre), en la administración presidencial del doctor Miguel Paz Barahona, se emitió el decreto de creación del municipio.

## Población

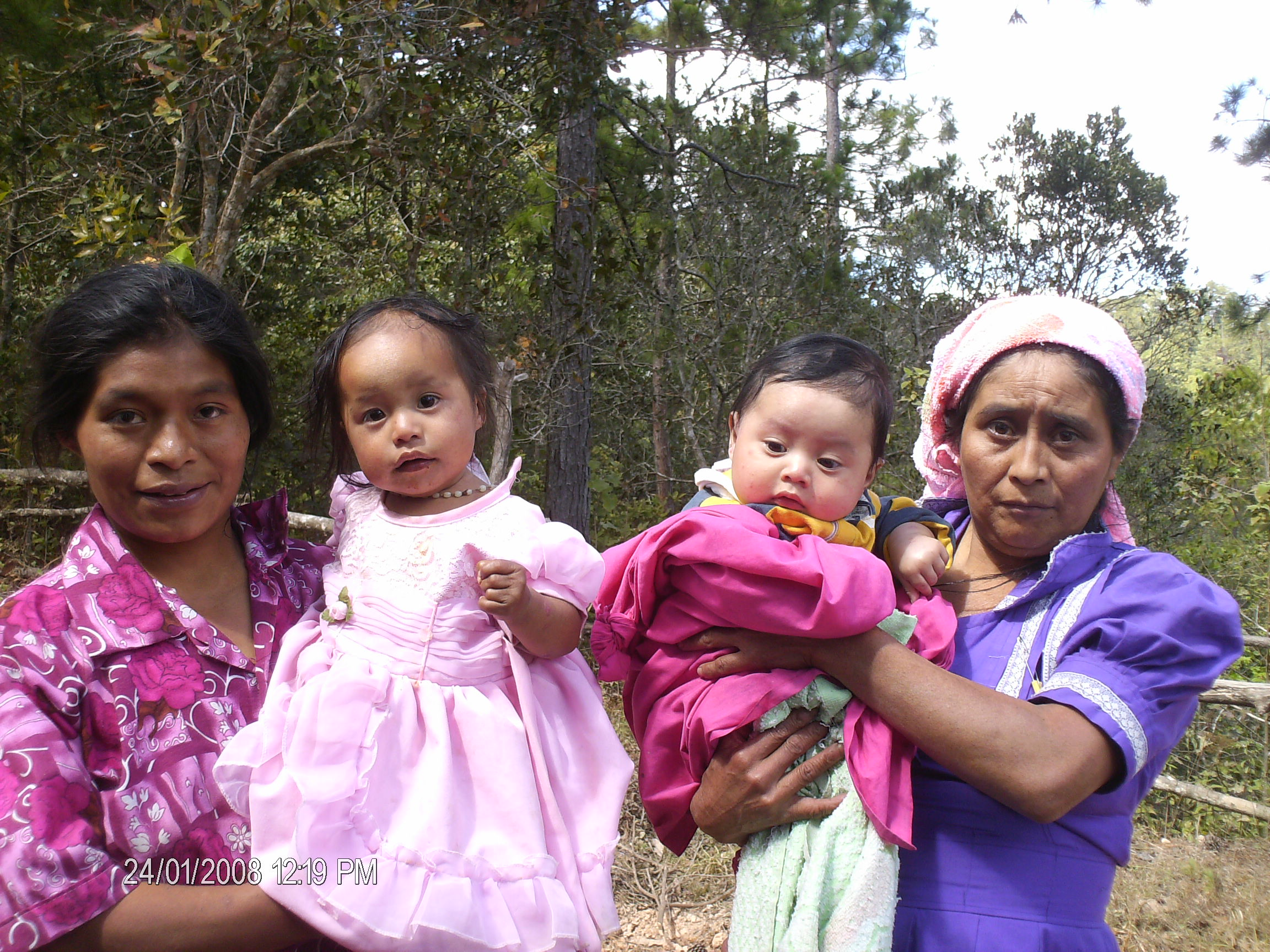
Madres Lencas con sus hijos

El 85% de la población de Santa Cruz es descendiente directo de los indígenas lenas que antes habitaban esas montañas. El resto son mestizos, pero aún estos tienen más características de indígenas.
Población: para el año 2013, este municipio tenía 6,770 habitantes, el INE ha elaborado proyecciones, las que hacen esperar 7,943 habitantes para el 2020.

## Economía
Hay actividad económica en el cultivo y producción del árbol y grano del café, seguido de la agricultura de granos básicos maíz y frijoles; la ganadería es poca, sino para consumo local. Cuenta con energía eléctrica y señal de comunicación móvil. El agua se obtiene de pozos perforados.

## Turismo

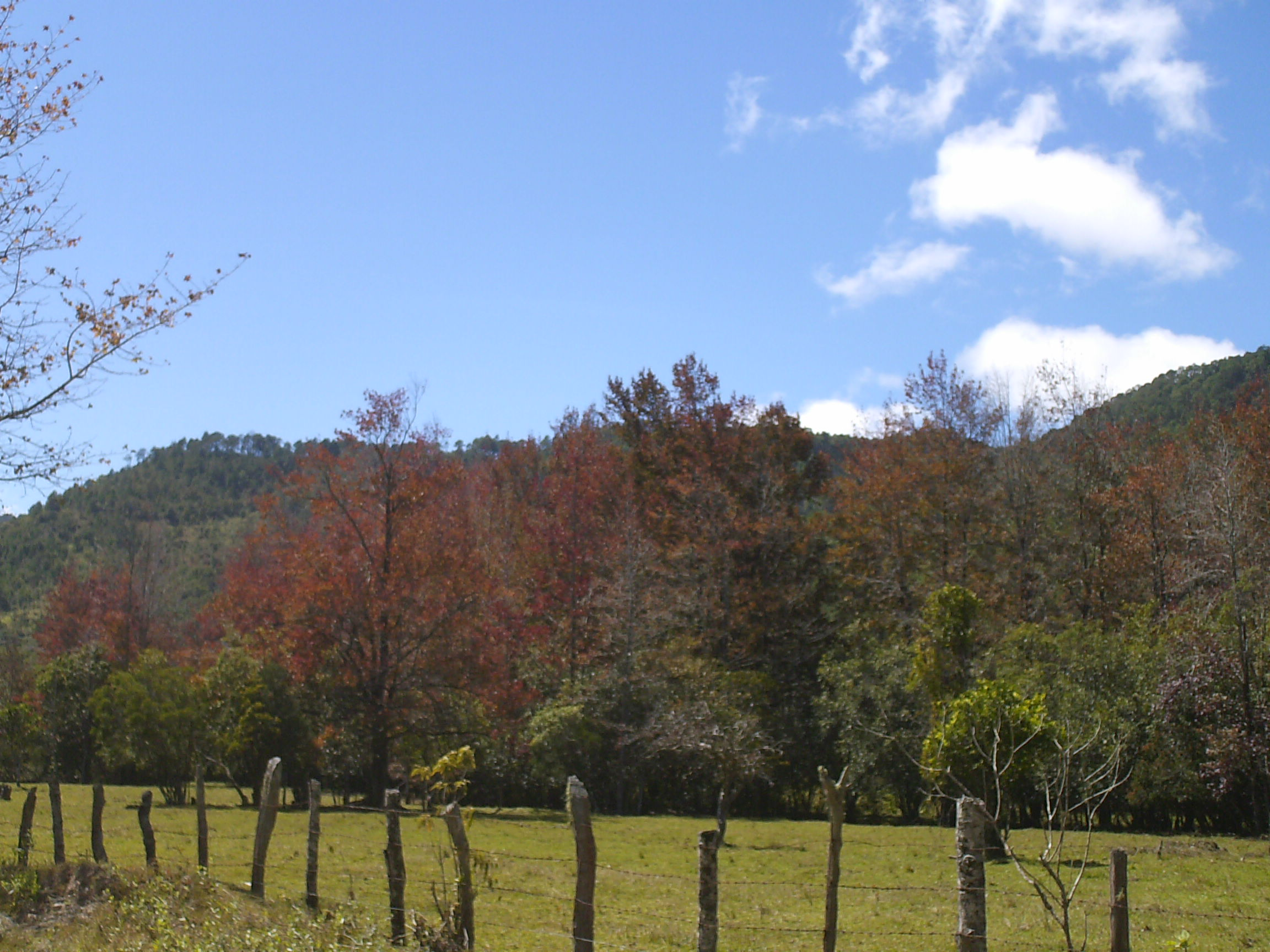
Estación de Otoño en los Bosques de Santa Cruz.

El desvío hacia esta cabecera es difícil de reconocer, se ubica a 20 km desde San Juan del Caite. De este desvío en dirección a la cabecera la carretera no está en las mejores condiciones. Tal vez a los que gustan de las edificaciones antiguas coloniales, la iglesia del pueblo es una parada obligada. El mayor atractivo que está cabecera pueda tener son los paisajes que proporcionan los bosques de Liquidámbar, ya que sus hojas cambian de color según la estación. Algunas montañas, como el Cerro El Jocón son tan altas que se logra divisar varias ciudades de El Salvador. En el atardecer y noche es más fácil ver el resplandor de las luces distantes. 

### Feria Patronal
Su Feria patronal es el 3 de mayo, día de la Santa Cruz, y el 4 de octubre, día de San Francisco.

## División Política
Aldeas: 6 (2013)
Caseríos: 61
| Código | Aldea       |
| ------ | ----------- |
| 132201 | Santa Cruz  |
| 132202 | Candelaria  |
| 132203 | Loma Limpia |
| 132204 | Pajapas     |
| 132205 | San Pedro   |
| 132206 | Santa Rosa  |